# Lista över fornlämningar i Falköpings kommun (Karleby)
Lista över fornlämningar i Falköpings kommun (Karleby) är en förteckning av ett urval av de fornlämningar som finns i Karleby i Falköpings kommun.
| Namn                                   | Lämningstyp      | Tillkomsttid | Historisk indelning    | Plats | Läge                 | ID-nr          | Bild                                      |
| -------------------------------------- | ---------------- | ------------ | ---------------------- | ----- | -------------------- | -------------- | ----------------------------------------- |
| Karleby 1:1                            | Stenkammargrav   |              | Karleby, Västergötland |       | 58.143748, 13.591751 | 10195100010001 | Ladda upp en till bild av detta fornminne |
| Karleby 3:1                            | Stenkammargrav   |              | Karleby, Västergötland |       | 58.149835, 13.599604 | 10195100030001 | Ladda upp en till bild av detta fornminne |
| Karleby 4:1                            | Begravningsplats |              | Karleby, Västergötland |       | 58.150580, 13.601840 | 10195100040001 | Ladda upp en till bild av detta fornminne |
| Karleby 4:2                            | Kyrka/kapell     |              | Karleby, Västergötland |       | 58.150554, 13.601773 | 10195100040002 | Ladda upp en till bild av detta fornminne |
| Karleby 12:1                           | Gravfält         |              | Karleby, Västergötland |       | 58.142588, 13.620379 | 10195100120001 | Ladda upp en bild av detta fornminne      |
| Karleby 18:1                           | Begravningsplats |              | Karleby, Västergötland |       | 58.136311, 13.635004 | 10195100180001 | Ladda upp en bild av detta fornminne      |
| Karleby 18:2                           | Kyrka/kapell     |              | Karleby, Västergötland |       | 58.136442, 13.635174 | 10195100180002 | Ladda upp en bild av detta fornminne      |
| Karleby 22:1                           | Hög              |              | Karleby, Västergötland |       | 58.138257, 13.664762 | 10195100220001 | Ladda upp en bild av detta fornminne      |
| Karleby 25:1                           | Stensättning     |              | Karleby, Västergötland |       | 58.143873, 13.672726 | 10195100250001 | Ladda upp en bild av detta fornminne      |
| Karleby 35:1                           | Stenkammargrav   |              | Karleby, Västergötland |       | 58.143032, 13.634789 | 10195100350001 | Ladda upp en till bild av detta fornminne |
| Karleby 35:2                           | Hällristning     |              | Karleby, Västergötland |       | 58.143035, 13.634783 | 10195100350002 | Ladda upp en bild av detta fornminne      |
| Karleby 36:1                           | Stenkammargrav   |              | Karleby, Västergötland |       | 58.143021, 13.631811 | 10195100360001 | Ladda upp en bild av detta fornminne      |
| Karleby 37:1                           | Stenkammargrav   |              | Karleby, Västergötland |       | 58.145826, 13.629479 | 10195100370001 | Ladda upp en bild av detta fornminne      |
| Karleby 37:2                           | Hällristning     |              | Karleby, Västergötland |       | 58.145828, 13.629472 | 10195100370002 | Ladda upp en bild av detta fornminne      |
| Karleby 37:3                           | Hällristning     |              | Karleby, Västergötland |       | 58.145829, 13.629477 | 10195100370003 | Ladda upp en bild av detta fornminne      |
| Karleby 37:4                           | Hällristning     |              | Karleby, Västergötland |       | 58.145831, 13.629472 | 10195100370004 | Ladda upp en bild av detta fornminne      |
| Karleby 41:1                           | Hällristning     |              | Karleby, Västergötland |       | 58.145852, 13.645716 | 10195100410001 | Ladda upp en bild av detta fornminne      |
| Karleby 45:1                           | Hällristning     |              | Karleby, Västergötland |       | 58.148385, 13.644889 | 10195100450001 | Ladda upp en bild av detta fornminne      |
| Karleby 46:1                           | Hällristning     |              | Karleby, Västergötland |       | 58.148192, 13.645333 | 10195100460001 | Ladda upp en bild av detta fornminne      |
| Karleby 48:1                           | Hög              |              | Karleby, Västergötland |       | 58.150623, 13.627380 | 10195100480001 | Ladda upp en bild av detta fornminne      |
| Karleby 49:1                           | Stenkammargrav   |              | Karleby, Västergötland |       | 58.151731, 13.619088 | 10195100490001 | Ladda upp en bild av detta fornminne      |
| Karleby 51:1                           | Stenkammargrav   |              | Karleby, Västergötland |       | 58.156816, 13.616640 | 10195100510001 | Ladda upp en bild av detta fornminne      |
| Karleby 52:1                           | Stenkammargrav   |              | Karleby, Västergötland |       | 58.157489, 13.616420 | 10195100520001 | Ladda upp en bild av detta fornminne      |
| Karleby 55:1                           | Stenkammargrav   |              | Karleby, Västergötland |       | 58.153307, 13.632277 | 10195100550001 | Ladda upp en till bild av detta fornminne |
| Karleby 55:2                           | Hällristning     |              | Karleby, Västergötland |       | 58.153317, 13.632276 | 10195100550002 | Ladda upp en bild av detta fornminne      |
| Karleby 55:3                           | Hällristning     |              | Karleby, Västergötland |       | 58.153320, 13.632276 | 10195100550003 | Ladda upp en bild av detta fornminne      |
| Karleby 55:4                           | Hällristning     |              | Karleby, Västergötland |       | 58.153324, 13.632269 | 10195100550004 | Ladda upp en bild av detta fornminne      |
| Karleby 56:1                           | Stensättning     |              | Karleby, Västergötland |       | 58.154833, 13.633047 | 10195100560001 | Ladda upp en bild av detta fornminne      |
| Karleby 57:1                           | Stenkammargrav   |              | Karleby, Västergötland |       | 58.152857, 13.637755 | 10195100570001 | Ladda upp en till bild av detta fornminne |
| Ragnvalds grav (Karleby 58:1)          | Stenkammargrav   |              | Karleby, Västergötland |       | 58.153579, 13.637887 | 10195100580001 | Ladda upp en till bild av detta fornminne |
| Karleby 58:2                           | Hällristning     |              | Karleby, Västergötland |       | 58.153595, 13.637871 | 10195100580002 | Ladda upp en bild av detta fornminne      |
| Karleby 58:3                           | Hällristning     |              | Karleby, Västergötland |       | 58.153595, 13.637871 | 10195100580003 | Ladda upp en bild av detta fornminne      |
| Karleby 58:4                           | Hällristning     |              | Karleby, Västergötland |       | 58.153601, 13.637871 | 10195100580004 | Ladda upp en bild av detta fornminne      |
| Karleby 58:5                           | Hällristning     |              | Karleby, Västergötland |       | 58.153606, 13.637870 | 10195100580005 | Ladda upp en till bild av detta fornminne |
| Logårdskulle (Karleby 59:1)            | Stenkammargrav   |              | Karleby, Västergötland |       | 58.154728, 13.638258 | 10195100590001 | Ladda upp en till bild av detta fornminne |
| Karleby 59:2                           | Hällristning     |              | Karleby, Västergötland |       | 58.154736, 13.638252 | 10195100590002 | Ladda upp en bild av detta fornminne      |
| Karleby 59:3                           | Hällristning     |              | Karleby, Västergötland |       | 58.154739, 13.638252 | 10195100590003 | Ladda upp en bild av detta fornminne      |
| Karleby 60:1                           | Stenkammargrav   |              | Karleby, Västergötland |       | 58.156660, 13.638805 | 10195100600001 | Ladda upp en till bild av detta fornminne |
| Karleby 60:2                           | Hällristning     |              | Karleby, Västergötland |       | 58.156660, 13.638805 | 10195100600002 | Ladda upp en bild av detta fornminne      |
| Karleby 60:3                           | Hällristning     |              | Karleby, Västergötland |       | 58.156660, 13.638805 | 10195100600003 | Ladda upp en bild av detta fornminne      |
| Karleby 60:4                           | Hällristning     |              | Karleby, Västergötland |       | 58.156660, 13.638805 | 10195100600004 | Ladda upp en bild av detta fornminne      |
| Karleby 66:1                           | Hällristning     |              | Karleby, Västergötland |       | 58.150507, 13.647954 | 10195100660001 | Ladda upp en bild av detta fornminne      |
| Karleby 67:1                           | Hällristning     |              | Karleby, Västergötland |       | 58.152172, 13.652265 | 10195100670001 | Ladda upp en bild av detta fornminne      |
| Karleby 70:1                           | Hällristning     |              | Karleby, Västergötland |       | 58.152602, 13.653006 | 10195100700001 | Ladda upp en bild av detta fornminne      |
| Karleby 71:1                           | Stenkammargrav   |              | Karleby, Västergötland |       | 58.163456, 13.647187 | 10195100710001 | Ladda upp en till bild av detta fornminne |
| Karleby 73:1                           | Hällristning     |              | Karleby, Västergötland |       | 58.162448, 13.647013 | 10195100730001 | Ladda upp en bild av detta fornminne      |
| Karleby 74:1                           | Hällristning     |              | Karleby, Västergötland |       | 58.162550, 13.648890 | 10195100740001 | Ladda upp en bild av detta fornminne      |
| Karleby 74:2                           | Hällristning     |              | Karleby, Västergötland |       | 58.162552, 13.649116 | 10195100740002 | Ladda upp en bild av detta fornminne      |
| Karleby 74:3                           | Hög              |              | Karleby, Västergötland |       | 58.162628, 13.648749 | 10195100740003 | Ladda upp en bild av detta fornminne      |
| Karleby 74:4                           | Stensättning     |              | Karleby, Västergötland |       | 58.162918, 13.649079 | 10195100740004 | Ladda upp en bild av detta fornminne      |
| Karleby 75:1                           | Hög              |              | Karleby, Västergötland |       | 58.161277, 13.638063 | 10195100750001 | Ladda upp en bild av detta fornminne      |
| Karleby 76:1                           | Stenkammargrav   |              | Karleby, Västergötland |       | 58.161751, 13.638253 | 10195100760001 | Ladda upp en till bild av detta fornminne |
| Karleby 77:1                           | Begravningsplats |              | Karleby, Västergötland |       | 58.164368, 13.640676 | 10195100770001 | Ladda upp en bild av detta fornminne      |
| Karleby 77:2                           | Kyrka/kapell     |              | Karleby, Västergötland |       | 58.164415, 13.640746 | 10195100770002 | Ladda upp en bild av detta fornminne      |
| Karleby 81:1                           | Stenkammargrav   |              | Karleby, Västergötland |       | 58.164107, 13.631662 | 10195100810001 | Ladda upp en bild av detta fornminne      |
| Elins sten el Ilia sten (Karleby 82:1) | Stenkammargrav   |              | Karleby, Västergötland |       | 58.166268, 13.636938 | 10195100820001 | Ladda upp en bild av detta fornminne      |
| Elins sten el Ilia sten (Karleby 82:2) | Hällristning     |              | Karleby, Västergötland |       | 58.166268, 13.636938 | 10195100820002 | Ladda upp en bild av detta fornminne      |
| Elins sten el Ilia sten (Karleby 82:3) | Hällristning     |              | Karleby, Västergötland |       | 58.166268, 13.636938 | 10195100820003 | Ladda upp en bild av detta fornminne      |
| Karleby 83:1                           | Stenkammargrav   |              | Karleby, Västergötland |       | 58.167235, 13.632802 | 10195100830001 | Ladda upp en bild av detta fornminne      |
| Karleby 84:1                           | Stenkammargrav   |              | Karleby, Västergötland |       | 58.166451, 13.640997 | 10195100840001 | Ladda upp en bild av detta fornminne      |
| Karleby 85:1                           | Hög              |              | Karleby, Västergötland |       | 58.167034, 13.646254 | 10195100850001 | Ladda upp en bild av detta fornminne      |
| Karleby 86:1                           | Hällristning     |              | Karleby, Västergötland |       | 58.167217, 13.649222 | 10195100860001 | Ladda upp en bild av detta fornminne      |
| Karleby 87:1                           | Hög              |              | Karleby, Västergötland |       | 58.169024, 13.643539 | 10195100870001 | Ladda upp en bild av detta fornminne      |
| Karleby 89:1                           | Stensättning     |              | Karleby, Västergötland |       | 58.170473, 13.648765 | 10195100890001 | Ladda upp en bild av detta fornminne      |
| Karleby 92:1                           | Hög              |              | Karleby, Västergötland |       | 58.178205, 13.648755 | 10195100920001 | Ladda upp en bild av detta fornminne      |
| Karleby 96:1                           | Hög              |              | Karleby, Västergötland |       | 58.185553, 13.647453 | 10195100960001 | Ladda upp en bild av detta fornminne      |
| Karleby 97:1                           | Hög              |              | Karleby, Västergötland |       | 58.191365, 13.649877 | 10195100970001 | Ladda upp en bild av detta fornminne      |
| Karleby 97:2                           | Hög              |              | Karleby, Västergötland |       | 58.191076, 13.650511 | 10195100970002 | Ladda upp en bild av detta fornminne      |
| Karleby 98:1                           | Stensättning     |              | Karleby, Västergötland |       | 58.195748, 13.644498 | 10195100980001 | Ladda upp en bild av detta fornminne      |
| Karleby 99:1                           | Stensättning     |              | Karleby, Västergötland |       | 58.197518, 13.644556 | 10195100990001 | Ladda upp en bild av detta fornminne      |
| Karleby 104:1                          | Hög              |              | Karleby, Västergötland |       | 58.189702, 13.630965 | 10195101040001 | Ladda upp en bild av detta fornminne      |
| Karleby 105:1                          | Stenkammargrav   |              | Karleby, Västergötland |       | 58.190067, 13.632798 | 10195101050001 | Ladda upp en till bild av detta fornminne |
| Karleby 106:1                          | Stensättning     |              | Karleby, Västergötland |       | 58.166116, 13.643566 | 10195101060001 | Ladda upp en bild av detta fornminne      |
| Karleby 117:1                          | Stensättning     |              | Karleby, Västergötland |       | 58.197970, 13.643585 | 10195101170001 | Ladda upp en bild av detta fornminne      |
| Karleby 121:1                          | Hällristning     |              | Karleby, Västergötland |       | 58.179515, 13.647866 | 10195101210001 | Ladda upp en bild av detta fornminne      |
| Karleby 121:2                          | Stensättning     |              | Karleby, Västergötland |       | 58.179515, 13.647866 | 10195101210002 | Ladda upp en bild av detta fornminne      |
| Karleby 122:1                          | Stensättning     |              | Karleby, Västergötland |       | 58.176067, 13.647289 | 10195101220001 | Ladda upp en bild av detta fornminne      |
| Karleby 123:1                          | Stensättning     |              | Karleby, Västergötland |       | 58.174945, 13.645041 | 10195101230001 | Ladda upp en bild av detta fornminne      |
| Karleby 123:2                          | Stensättning     |              | Karleby, Västergötland |       | 58.174853, 13.645063 | 10195101230002 | Ladda upp en bild av detta fornminne      |
| Karleby 123:3                          | Stensättning     |              | Karleby, Västergötland |       | 58.174768, 13.645036 | 10195101230003 | Ladda upp en bild av detta fornminne      |
| Karleby 133:1                          | Hällristning     |              | Karleby, Västergötland |       | 58.169401, 13.650195 | 10195101330001 | Ladda upp en bild av detta fornminne      |
| Karleby 134:1                          | Hällristning     |              | Karleby, Västergötland |       | 58.170803, 13.649872 | 10195101340001 | Ladda upp en bild av detta fornminne      |
| Karleby 141:1                          | Hällristning     |              | Karleby, Västergötland |       | 58.161706, 13.648456 | 10195101410001 | Ladda upp en bild av detta fornminne      |
| Karleby 143:1                          | Hällristning     |              | Karleby, Västergötland |       | 58.162715, 13.650560 | 10195101430001 | Ladda upp en bild av detta fornminne      |
| Karleby 143:2                          | Hällristning     |              | Karleby, Västergötland |       | 58.162765, 13.650149 | 10195101430002 | Ladda upp en bild av detta fornminne      |
| Karleby 145:1                          | Hällristning     |              | Karleby, Västergötland |       | 58.157872, 13.644198 | 10195101450001 | Ladda upp en bild av detta fornminne      |
| Karleby 149:1                          | Hällristning     |              | Karleby, Västergötland |       | 58.155039, 13.648875 | 10195101490001 | Ladda upp en bild av detta fornminne      |
| Karleby 158:1                          | Hällristning     |              | Karleby, Västergötland |       | 58.151603, 13.648755 | 10195101580001 | Ladda upp en bild av detta fornminne      |
| Karleby 158:3                          | Hög              |              | Karleby, Västergötland |       | 58.151357, 13.650021 | 10195101580003 | Ladda upp en bild av detta fornminne      |
| Karleby 159:1                          | Hällristning     |              | Karleby, Västergötland |       | 58.151115, 13.652033 | 10195101590001 | Ladda upp en bild av detta fornminne      |
| Karleby 161:1                          | Hällristning     |              | Karleby, Västergötland |       | 58.147466, 13.640652 | 10195101610001 | Ladda upp en bild av detta fornminne      |
| Karleby 163:1                          | Hällristning     |              | Karleby, Västergötland |       | 58.147527, 13.648500 | 10195101630001 | Ladda upp en bild av detta fornminne      |
| Karleby 164:1                          | Hällristning     |              | Karleby, Västergötland |       | 58.141933, 13.653170 | 10195101640001 | Ladda upp en bild av detta fornminne      |
| Karleby 164:2                          | Hällristning     |              | Karleby, Västergötland |       | 58.142048, 13.653182 | 10195101640002 | Ladda upp en bild av detta fornminne      |
| Karleby 166:1                          | Hällristning     |              | Karleby, Västergötland |       | 58.139941, 13.652599 | 10195101660001 | Ladda upp en bild av detta fornminne      |
| Karleby 169:1                          | Hällristning     |              | Karleby, Västergötland |       | 58.141776, 13.644961 | 10195101690001 | Ladda upp en bild av detta fornminne      |
| Karleby 171:1                          | Hällristning     |              | Karleby, Västergötland |       | 58.143660, 13.647191 | 10195101710001 | Ladda upp en bild av detta fornminne      |
| Karleby 172:1                          | Hällristning     |              | Karleby, Västergötland |       | 58.141569, 13.633860 | 10195101720001 | Ladda upp en bild av detta fornminne      |
| Karleby 174:1                          | Hällristning     |              | Karleby, Västergötland |       | 58.135803, 13.650260 | 10195101740001 | Ladda upp en bild av detta fornminne      |
| Karleby 175:1                          | Hällristning     |              | Karleby, Västergötland |       | 58.137423, 13.653020 | 10195101750001 | Ladda upp en bild av detta fornminne      |